# Баракат, Мухаммед
Мухаммед Баракат (араб. محمد بركات‎; 7 сентября 1976, Каир, Египет) — египетский футболист, полузащитник. Выступал за сборную Египта.

## Биография

### Клубная карьера
Мухаммед Баракат начал свою профессиональную карьеру в 1996 году в составе каирского клуба «Аль-Секка». В составе этой команды он играл два сезона. В 1998 году он переехал в клуб «Исмаили» и выступал за этот клуб вплоть до 2002 года и за это время сыграл в двадцати восьми матчах и забил четырнадцать голов. В 2002 году он перешёл в катарский клуб «Аль-Араби» из Доха но сыграв там всего один сезон не проведя ни одного матча и переехал в саудовский «Аль-Ахли» из Джидды, но и там Мухаммед Баракат не смог играть ни одного матча и вернулся в Египет.
После возвращения в Египет, Баракат подписал контракт с одним из флагманов египетского футбола — каирским «Аль-Ахли». В составе «Аль-Ахли» он сумел адаптироваться и стал одним из лидеров клуба. В те годы в составе «Аль-Ахли» играли также Мохаммед Абутрика и Эмад Мотеаб. Вместе с этими футболистами, Мухаммед Баракат создал отличный тандем и эта тройка начала называться «Бермудским треугольником Египта». В составе «Аль-Ахли» Баракат выступал до 2013 года и за это время он сыграл 149 матча и забил 42 гола.
После трагических событий 1 февраля 2012 года на стадионе в Порт-Саиде Мухаммед Баракат и три его одноклубника решили уйти из профессионального футбола.

### Карьера в сборной
В составе сборной Египта по футболу, Мухаммед Баракат играл с 2002—2009 годов и за это время провел семьдесят матчей и забил девять голов.

## Достижения
- Африканский футболист года по версии Би-би-си: 2005